# Rhagodippa albatra
Rhagodippa albatra är en spindeldjursart som beskrevs av Roewer 1933. Rhagodippa albatra ingår i släktet Rhagodippa och familjen Rhagodidae. Inga underarter finns listade i Catalogue of Life.